# Glomeris formosa
Glomeris formosa är en mångfotingart som beskrevs av Filippo Silvestri 1895. Glomeris formosa ingår i släktet Glomeris och familjen klotdubbelfotingar. Utöver nominatformen finns också underarten G. f. mirzelae.